# Chi Chích chòe
Chi Chích chòe (danh pháp khoa học: Copsychus) là một nhóm các loài chim ăn sâu bọ (đôi khi chúng cũng ăn các loại quả) kích thước trung bình trong họ Đớp ruồi (Muscicapidae). Trước đây chúng được xếp trong họ Turdidae (vì thế mà một số tài liệu cũ về điểu học gọi họ Turdidae là họ Chích chòe).
Chích chòe Seychelles là một trong số hững loài chim nguy cấp nhất trên thế giới, với quần thể chỉ còn ít hơn 250 con, mặc dù đã có sự gia tăng số lượng đáng kể từ mức chỉ khoảng 16 con vào năm 1970.
Chúng là những loài chim kiếm ăn trong rừng và vườn tại châu Phi và châu Á.

## Các loài
Trong phiên bản 6.2 World Bird Names coi chi Copsychus bao gồm các loài sau:
- Nhóm Chích chòe than (magpie-robin):
  - Copsychus albospecularis: Chích chòe Madagascar. Phân bố: Madagascar.
  - Copsychus mindanensis: Chích chòe Philippine. Phân bố: Philippines. Chích chòe Philippine được Sheldon et al. (2009) tách ra khỏi chích chòe than (Copsychus saularis). Nó dường như là cơ sở trong nhóm chích chòe than.
  - Copsychus saularis: Chích chòe than, chích chòe. Phân bố: Rộng khắp từ đông bắc Pakistan tới Đông Nam Á. Loài quốc điểu của Bangladesh.
  - Copsychus sechellarum: Chích chòe Seychelles. Phân bố: Quần đảo Seychelles.
- Nhóm Chích chòe lửa (shama):
  - Copsychus albiventris: Chích chòe lửa Andaman. Phân bố: Quần đảo Andaman.
  - Copsychus cebuensis: Chích chòe lửa đen. Phân bố: Philippines.
  - Copsychus luzoniensis: Chích chòe lửa mày trắng. Phân bố: Philippines.
  - Copsychus malabaricus: Chích chòe lửa. Phổ biến rộng từ Ấn Độ, Nepal, nam Trung Quốc tới Đông Nam Á.
  - Copsychus niger: Chích chòe lửa huyệt trắng. Phân bố: Philippines.
  - Copsychus stricklandii: Chích chòe lửa chỏm đầu trắng. Phân bố: Borneo.
- Khác
  - Copsychus pyrropygus: Chích chòe lửa đuôi hung
  - Copsychus fulicatus: Chích chòe Ấn Độ

Tuy nhiên, theo truyền thống thì người ta coi chích chòe lửa đuôi hung và chích chòe Ấn Độ là các loài tách biệt trong các chi Trichixos (Lesson, 1839) và Saxicoloides (Lesson, 1831) do bề ngoài khác biệt của chúng, với danh pháp tương ứng là Trichixos pyrropygus và Saxicoloides fulicatus. Khi đó, nhóm chích chòe than là cận ngành với các loài chích chòe lửa trong mối quan hệ với Trichixos và Saxicoloides.
Có một chút không chắc chắn về mối quan hệ của các loài chích chòe lửa (shama) với chích chòe lửa đuôi hung (Trichixos pyrropygus). Sangster et al. (2010), Voelker et al. (2014), Zuccon và Ericson (2010c) cho rằng Trichixos gộp cùng nhóm với các loài chích chòe lửa khác và Saxicoloides, nhưng Lim et al. (2010b) lại đặt chích chòe lửa đuôi hung gần với chích chòe than hơn.
Để giải quyết tính đơn ngành cho Copsychus người ta có thể:
- Chỉ xếp nhóm chích chòe than trong chi Copsychus (Wagler 1827). Nhóm chích chòe lửa chuyển sang chi Kittacincla (Gould 1831, loài điển hình malabaricus) và duy trì các chi Saxicoloides, Kittacincla, Trichixos như là các chi tách biệt do bề ngoài khác biệt của chúng. Tuy nhiên, do khoảng cách di truyền không lớn nên không phải là không hợp lý nếu như gộp chúng trong chi Saxicoloides.
- Gộp tất cả ba chi nói trên vào trong chi Copsychus như World Bird Names[1].